# 庄司一郎 (政治家)
庄司 一郎（しょうじ いちろう、1892年（明治25年）1月1日 - 1964年（昭和39年）8月15日）は、日本の政治家。衆議院議員（立憲政友会→日本自由党→民主自由党→自由党）。厚生政務次官。宮城県柴田郡大河原町長。

## 来歴
宮城県伊具郡角田町（現角田市）出身。庄司房治の次男。東北学院で学び、中退した。『仙台日日新聞』『東北新聞』記者、『仙南新聞』主幹を務めた。後に仙南日日新聞社、雑誌『新東北』を創刊し、社長に就任した。また大河原町会議員、宮城県会議員、大河原町長などを歴任した。
1937年（昭和12年）の第20回衆議院議員総選挙で立憲政友会公認で立候補して当選した。以来当選6回。1942年（昭和17年）の第21回衆議院議員総選挙（いわゆる「翼賛選挙」）では非推薦で立候補して当選した。
1946年（昭和21年）の第22回衆議院議員総選挙では日本自由党公認で立候補し当選。第2次吉田内閣の厚生政務次官、衆議院決算委員長などを歴任した。1955年（昭和30年）の第27回衆議院議員総選挙では自由党公認で立候補したが落選、政界から引退した。
その他、東北自由新聞社長を務めた。
1964年8月15日、死去。72歳没。同月18日、特旨を以て位記を追賜され、死没日付で正四位に叙された。なお、同年4月24日に勲四等から勲二等に叙され、旭日重光章を受章している。

## 人物
趣味は考古学、古書蒐集。宗教はキリスト教。住所は宮城県柴田郡大河原町。

## 家族・親族
庄司家
- 妻・久代（1897年 - ?、社会功労者）[1]
- 長男、次男、三男、長女、次女[1]

## 著書
- 『史伝 片倉小十郎景綱』(大正堂書店、1915年)
- 『東北之宝庫川崎村』（仙南新聞社、1917年）
- 『白石町誌』（北日本書房、1925年）
- 『角田町郷土史』（仙南日日新聞社、1926年）
- 『村田町誌』（仙南日日新聞社、1927年）
- 『町村自活と公民生活』（仙南日日新聞社、1933年）
- 『鈴木清之輔翁伝』（仙南日日新聞社、1934年）
- 『伊沢亮庵翁伝』（伊沢亮庵翁伝刊行会、1935年）
- 『時局ト青年教育論』（新興東北出版部、1939年）
- 『阿武隈川の沿革と改修運動史』（阿武隈川下流改修期成同盟会、1941年）